# Intelligence (rivista)
Intelligence è una rivista accademica bimestrale di psicologia sottoposta a revisione paritaria, che pubblica ricerche nel campo dell'intelligenza umana e artificiale, e della psicometria. 
Fu creata nel 1977 da Douglas K. Detterman, professore emerito di psicologia alla Case Western Reserve University, ricercatore nel campo dell'intelligenza e della disabilità intellettiva. Successivamente, diventò la rivista ufficiale dell'International Society for Intelligence Research, società scientifica fondata nel 2000 all'Università dell'Alabama.
La rivista fu oggetto di critiche per aver ammesso nel proprio comitato editoriale Gerhard Meisenberg e Richard Lynn, entrambi sostenitori del razzismo scientifico e dell'eugenetica. Il direttore confermò la nomina, motivandola in base alla libertà accademica. La rivista New Statesman nel 2018 affermò che, pur avendo eminenti e rispettabili scienziati fra i suoi componenti, le recensioni e pubblicazioni di alcuni membri, oltre ad alcuni eventi organizzati dall'associazione costituirebbero "pseudoscienza razzista".
Al 2019, l'editore della rivista è l'Elsevier, mentre il direttore è Richard J. Haier, professore emerito di neurologia pediatrica alla scuola di medicina dell'Università della California, noto per le sue ricerche sul fattore g e la specializzazione sessuale dell'intelligenza umana. 
Meisemnberg e Lynn non sono più membri del comitato editoriale.
Gli abstract degli articoli sono indicizzati da Psychological Abstracts/PsycINFO, Child Development Abstracts and Bibliography, Current Index to Journals in Education, Scopus e dal Sociological Abstracts. 